# Gloria (album de Maki Goto)
Pour les articles homonymes, voir Gloria.
Albums de Maki Gotō
ONE
(2010) Love
(2011)
Albums par Maki Gotō
Complete Best Album 
 (Piccolo Town)
(2010)
Singles
Gloria est un mini-album de cinq titres de Maki Gotō sorti le 12 janvier 2011 au Japon sous le label Avex Trax, cinq mois après le précédent, ONE.

## Présentation
L'album se classe 12e à l'Oricon, se vendant à 7 166 exemplaires en tout. Il contient la chanson Koi Hitoyo sortie précédemment en single digital, reprise d'un titre de Shizuka Kudo sorti en single en 1988. L'album sort également en format CD+DVD avec une pochette différente et un DVD supplémentaire contenant le clip vidéo de Koi Hitoyo et trois chansons tirées des deux précédents (mini) albums filmées lors d'un concert. Il sort aussi en édition limitée "Don Quijote" (ドン.キホーテ限定版), avec une pochette et un DVD différents, vendue exclusivement dans la chaine de magasins du même nom.
C'est le troisième (mini) album de Maki Gotō pour Avex Group, après ONE et celui du projet collaboratif "Sweet Black feat. Maki Goto" sur le label Rhythm Zone, Sweet Black. C'est son deuxième (mini) album pour le label avex trax (affilié comme rhythm zone à avex group). Elle avait auparavant sorti dix-sept singles, quatre albums et une compilation entre 2001 et 2007 dans le cadre du Hello! Project sur son précédent label concurrent Piccolo Town. Ce dernier venait d'ailleurs de sortir une nouvelle compilation d'anciens titres de l'artiste trois mois avant Gloria : Complete Best Album 2001-2007.

## Liste des titres
| 1. | Ashiato (足跡)      | 4:12 |
| 2. | Hanataba (花束)     | 4:17 |
| 3. | Koi Hitoyo (恋一夜) | 4:25 |
| 4. | Fake                | 4:15 |
| 5. | Age♂Kyoku (アゲ♂曲) | 4:10 |

| 1. | Ashiato (足跡)                                                  |  |
| 2. | Lady Rise (du concert "Goto Maki PREMIUM LIVE, 2010.06.03")     |  |
| 3. | Hōseki (宝石 ; du concert "Goto Maki PREMIUM LIVE, 2010.06.03") |  |
| 4. | EYES (du concert "Goto Maki PREMIUM LIVE, 2010.06.03")          |  |

| 1. | Ashiato (足跡)                                                  |  |
| 2. | Hōseki (宝石 ; du concert "Goto Maki @ a-nation'10, 2010.8.29") |  |
| 3. | EYES (du concert "Goto Maki @ a-nation'10, 2010.8.29")          |  |